# Октавин
Октавин (укр. Октавин) — село в Зимневской сельской общине Владимирского района Волынской области Украины.
Население по переписи 2001 года составляет 4 человека. Почтовый индекс — 44752. Телефонный код — 3342. Занимает площадь 5,46 км².